# Liste der Premierminister Angolas
Dies ist eine Liste der Premierminister der Republik Angola (Volksrepublik Angola 1975–97) seit der Unabhängigkeit 1975.
| Nr.                                                | Name                                   | Beginn der Amtszeit | Ende der Amtszeit  | Partei | Anmerkung       |
| -------------------------------------------------- | -------------------------------------- | ------------------- | ------------------ | ------ | --------------- |
| 1                                                  | Lopo do Nascimento                     | 11. November 1975   | 9. Dezember 1978   | MPLA   |                 |
| Amt abgeschafft (9. Dezember 1978 – 19. Juli 1991) |                                        |                     |                    |        |                 |
| 2                                                  | Fernando José de França Dias Van Dúnem | 19. Juli 1991       | 2. Dezember 1992   | MPLA   |                 |
| 3                                                  | Marcolino Moco                         | 2. Dezember 1992    | 8. Juni 1996       | MPLA   |                 |
| (2)                                                | Fernando José de França Dias Van Dúnem | 8. Juni 1996        | 29. Januar 1999    | MPLA   | zweite Amtszeit |
| Vakant (29. Januar 1999 – 6. Dezember 2002)        |                                        |                     |                    |        |                 |
| 4                                                  | Fernando da Piedade Dias dos Santos    | 6. Dezember 2002    | 30. September 2008 | MPLA   |                 |
| 5                                                  | António Paulo Kassoma                  | 30. September 2008  | 5. Februar 2010    | MPLA   |                 |
| Amt abgeschafft (seit 5. Februar 2010)             |                                        |                     |                    |        |                 |